# Делонг, Джордж Вашингтон
Джордж Ва́шингтон Дело́нг (Де-Ло́нг) (англ. George Washington DeLong; 22 августа 1844, Нью-Йорк — 30 октября 1881, устье р. Лена) — американский военно-морской офицер, мореплаватель и полярный исследователь.

## Ранние годы
Родился 22 августа 1844 года в Нью-Йорке, в Бруклине, в семье Леви Делонга, потомка французских гугенотов, и Кэтрин Гримз, происхождение которой не установлено. Первоначальное образование получил в Бруклинской школе, которая в 1857 году выдвинула его кандидатом для поступления в морское училище. Не получив согласия со стороны родителей, по окончании школы устроился работать в канцелярию адвокатской конторы.
Принимал участие в Гражданской войне между Северными и Южными штатами, затем поступил в Морскую академию, которую окончил с отличием в 1865 году. Получив назначение на военное судно, в течение трёх лет плавал на нём вдоль западных берегов Европы, Америки и в Средиземном море, зарекомендовав себя как прекрасный морской офицер и получив в 1869 году чин лейтенанта флота. В 1867 году познакомился с Эммой Уоттон, с которой 1 марта 1871 года вступил в брак в Гавре.
В 1873 году на корабле «Джуниата» он участвовал в поисках в море Баффина пропавшей американской экспедиции под руководством Чарльза Френсиса Холла, вышедшей из Гренландии на судне «Polaris», где проявил себя отважным и умелым моряком. Перед отправлением в плавание он посетил в Нью-Йорке известного мецената и полярного исследователя Генри Гриннелла, получив от него необходимые сведения и морские карты. 
По возвращении в Нью-Йорк, Делонг выдвинул идею организации экспедиции к Северному полюсу, являясь сторонником гипотезы французского гидрографа Г. Ламбера и немецкого географа А. Петермана о «ледяном барьере» и «свободном ото льда море» в районе Северного полюса. По совету Г. Гриннелла, он познакомился с одним из приверженцев этой теории, издателем газеты «Нью-Йорк Геральд» Джеймсом Гордоном Беннеттом, давно обдумывавшим план подобной экспедиции и согласившимся её профинансировать.

## Подготовка экспедиции
В конце 1876 года совместно с Беннеттом Делонг начал подготовку к экспедиции. Приобретя у английского полярника Аллена Янга паровой барк «Пандора», он переименовал его в «Жаннетту» (англ. «USS Jeannette») — в честь родной сестры Беннетта. Это относительно небольшое судно длиной 142 фута (43,3 м) имело водоизмещение 420 тонн, оснащено было паровой лебёдкой и двигателем мощностью в 200 л. с., но имело ледовое подкрепление только в носовой части, остальной же корпус был мало приспособлен для плавания в арктических льдах. Большое внимание уделено было подбору экипажа, а также оснащению и одежде, в частности, правительственным агентам на Аляске поручено было изготовить обмундирование из тюленьей кожи для 35 человек, ростом от 165 до 180 см, а также достать 40 ездовых собак и закупить до 100 тонн угля. 
8 июля 1879 года, получив чин лейтенанта-коммандера, Делонг вышел из порта Сан-Франциско на «Жаннетте» с экипажем из 33 человек в направлении Чукотки, с целью разыскать считавшуюся пропавшей на судне «Вега» шведскую полярную экспедицию Норденшельда.
Сделав остановку на Аляске, 28 августа 1879 года Делонг прошёл Берингов пролив и вышел к Чукотке. В районе Колючинской губы, высадившись на берег, он узнал от местных жителей, что судно Норденшельда ещё в июле освободилось ото льдов и ушло к Берингову проливу, поэтому 31 августа принял решение плыть к Северному полюсу.

## Дрейф
2 сентября 1879 года, находясь в 100 милях от юго-восточного мыса острова Врангеля, Делонг встретил сплошной паковый лёд и пошел к северо-востоку, надеясь дойти до острова Геральда и встать там на зимовку. Однако через несколько дней, 6 сентября 1879 года, недалеко от острова Геральда, «Жаннетта» вмерзла в лёд и вскоре дала течь. В носовой части образовалась пробоина, через которую ежечасно поступало около 15 м³ воды. Большую часть времени дрейфующее судно оставалось на боку, тем не менее, на нём ежедневно производились всевозможные научные наблюдения. 17 сентября партия под начальством помощника Делонга лейтенанта Чарльза Чиппа сделала безуспешную попытку достигнуть острова Геральда на санях.
19 января 1880 года после жестокого сжатия судно получило сильную течь, борьба с которой стала одним из основных занятий экипажа в течение всего последующего дрейфа. Она отнимала много физических сил при ручной откачке, а затем угля после наладки парового насоса. В целом первая зимовка была перенесена людьми достаточно хорошо. Правильно налаженный быт, наличие мяса тюленей, моржей и медведей, заготовленного осенней охотой, позволили поддерживать хорошее состояние здоровья экипажа. В то же время, в записях Делонга постоянно проскальзывало разочарование относительно достигнутых результатов экспедиции, касательно того, «что в первый сезон не удалось достичь высокой широты, что мы ничего не открыли и не достигли ничего ценного в научном отношении».
В течение всего 1880 года льдина с «Жаннеттой» выписывала замысловатые петли, весьма незначительно продвигаясь на северо-запад. Это обстоятельство, невозможность активно вмешаться в ситуацию, вызывали растущее уныние экипажа и командира, которые всё чаще выплескивались на страницы дневника Делонга: «… мы абсолютно бесцельно тратим и уголь и пищу. Зачем нужны здоровье и энергия, которых ни к чему нельзя применить? Арктические экспедиции расцениваются по результатам, а не по усердию и намерению их участников».
Однако с наступлением 1881 года, к всеобщей радости, скорость дрейфа значительно увеличилась, вселив надежды на получение первых результатов. 17 мая 1881 года экипаж увидел землю — небольшой островок, названный островом Жаннетты. 24 мая 1881 года экипаж увидел другой остров, названный по имени матери Беннетта — Генриетты. 2 июня санный отряд из 5 человек под командованием инженер-механика Джорджа Уоллеса Мельвилля, преодолевая тяжёлые торосы, высадился на него и поднял на нём американский флаг. Эти острова северо-восточной части Новосибирского архипелага позднее были названы островами Де-Лонга.
После того, как не приспособленная для плавания во льдах «Жаннетта», затёртая льдами, в течение почти двух лет носилась по океану, 12 июня 1881 года — вследствие сильного напора сплошного льда — она пошла ко дну и скрылась под водой утром 13 июня 1881 года на 77°15' северной широты и 154°59' восточной долготы, в 800 км севернее устья реки Лены.
Американцы, высадившиеся с лодками, санями и припасами на открытый ими остров Беннетта, приняли решение добираться от него до Ляховских островов, а оттуда до материка. 6 августа экипаж двинулся по льду на юг и вплоть до 12 сентября 1881 года не разделялся на группы. Двумя днями ранее, после долгих блужданий, они достигли Семёновского острова в море Лаптевых, плотно пообедав после удачной охоты на оленя и куропаток, а затем, оставив на острове письменный отчёт, снова двинулись в путь по направлению к устью Лены.
Для переезда через эту часть моря, совершенно свободную ото льда, Делонг поместил своих людей в три лодки, из которых в первой, кроме него, находилось ещё 13 матросов. Второй лодкой с лоцманом Денбаром и 6 матросами командовал лейтенант Чипп, третья лодка с 11 матросами находилась под командованием инженера Джорджа  Мельвилля.
Сначала всё шло благополучно, но уже вечером 12 сентября 1881 года поднялась страшная буря и разогнала лодки в разные стороны. Мельвиллю повезло больше других: 14 сентября 1881 года он достиг восточной дельты Лены, а спустя два дня попал в один из рукавов этой реки, Быковскую протоку, и остановился со своими людьми в покинутой хижине. Через несколько дней местные якуты обнаружили моряков и пришли им на помощь.

## Поиски
Через две недели с помощью ссыльного Кузьмы Еремеева Джордж Мельвилль добрался до якутского стойбища Булун, где нашёл Ниндеманна и Нороса — двух посланных на разведку матросов с лодки Делонга, находившихся в состоянии полного истощения. 10 ноября Мельвилль решил отправиться на поиски Делонга. Он собрал местных жителей с санями и собаками и направился на север, вниз по Лене. После долгих и тщательных поисков он обнаружил 14 ноября место высадки Делонга, найдя там судовые журналы, хронометр и спальные мешки, но ничего не узнал о самих людях, а наступление зимних метелей помешало дальнейшему продвижению вперёд. 27 ноября 1881 года Мельвилль вернулся в Булун, откуда вскоре отправился с 13 спасёнными моряками в Иркутск. 
В 1882 году предпринята была более основательная поисковая экспедиция под руководством Мельвилля, в надежде найти следы Делонга и его товарищей. 23 марта 1882 года на небольшом острове в северной части дельты Лены, в 20 километрах к востоку от Туматского залива, был найден их последний лагерь, тела моряков и капитана. По всей вероятности, все они умерли от голода, первым скончался 6 октября 1881 года матрос Г. Г. Эриксен. На его могиле установлена была доска с надписью, остальных погибших похоронили на высоте Кюегельхая, получившей название Американской горы. К 7 апреля поиски на острове были закончены, и Мельвилль, наняв проводников и каюров-якутов, предпринял попытку отыскать на восточном и северном побережье дельты Лены следы экипажа второй лодки под командованием лейтенанта Чиппа, окончившуюся безрезультатно.
Американское правительство ещё летом 1881 года отправило на поиски Делонга две морские экспедиции, одна из которых на корабле «Роджерс» по командованием лейтенанта Берри, пройдя 19 августа Берингов пролив, обследовала острова Геральд и Врангеля, а затем остановилась на зимовку в заливе Лаврентия, 30 ноября потеряв своё судно после пожара. Вторая экспедиция на военном судне «Alliance» под командованием Георга Уодли крейсировала между Исландией, Гренландией и Шпицбергеном, также ничего не обнаружив. Одновременно с указанными командами поисками Делонга у чукотских берегов занимался лейтенант Адольф Грили, отправленный военным ведомством США на Землю Гриннела на судне «Протей» в рамках первого Международного полярного года, а у острова Врангеля — таможенное судно «Корвин» под командованием капитана Калвина Хупера, водрузившего на острове американский флаг. В следующем 1882 году дельта Лены и побережье между устьем Оленёка и устьем Яны были обследованы лейтенантом американского флота Джорджем Вашингтоном Харбером, которому так и не удалось отыскать следы пропавшей партии Чиппа, после чего весной 1883 года Харбер эксгумировал и перевёз останки Делонга и его товарищей в Якутск.    
Роковую роль в судьбе экспедиции Делонга сыграло отсутствие у неё точных карт дельты Лены, из-за чего её участники не смогли правильно определить место своей высадки на материк. Судя по необычному для местных жителей и русских промышленников размеру потухшего кострища, имевшего диаметр около 2 м, они старались до последнего поддерживать огонь, собрав вокруг немало плавника, но, в конце концов, силы окончательно их покинули. Съев 3 октября последнюю собаку, полярники-американцы испытывали усиливавшиеся с каждым днём муки голода, питаясь отваром из листьев ивы, разбавленным водой глицерином и чаем из полярных трав. Первичный осмотр тел показал, что ни у одного из погибших не оставалось к моменту смерти меховых сапог, и ноги вместо них были обмотаны обрывками шкур и тряпьём. Рядом с телом Делонга был найден его дневник, который он вёл до последней минуты. Невозможно без содрогания читать его скупые, пронизанные болью и ужасом строки:

«Суббота. 1 октября 1881 г. 14 человек офицеров и экипажа с полярного судна США „Жаннетта“ высадились на лед. Мы пойдем к западному берегу Лены. Провианта у нас на 2 дня, а так как до сих пор мы были достаточно счастливы, то и не заботимся о будущем.
Воскресенье. 2 октября. Карта моя решительно никуда не годится. Я должен на авось продолжать путь на юг и предоставил Богу довести нас до какого-нибудь поселения человеческого, так как сами себе помочь мы не в состоянии… пищи хватит на 1 день.
Понедельник. 3 октября. У нас осталась лишь полуголодная собака. Да поможет нам Бог. При переправе лед подо мной треснул, и я окунулся в ледяную воду по самые плечи. На ужин ничего другого не оставалось, кроме собаки. Ели все, кроме меня и доктора. Дров мало, ночуем под открытым небом. Мы не согрелись, и высушиться нам не представляется возможным.
Среда. 5 октября. Повар готовит на завтрак чай из спитых чайных листьев… этим мы должны довольствоваться до вечера. Мы можем ждать спасения лишь от чуда — более никакого исхода я не вижу.
Четверг. Все очень слабы…
Пятница. Последняя горсточка чая опущена сегодня в котел, и теперь нам предстоит переход в 35 верст, на которые мы имеем — немного спитого чая и 2 полштофа спирта.
Суббота. Завтра: 20 грамм спирта в полупинте горячей воды. Холодно. Мало дров. На ужин — 10 грамм спирта.
Воскресенье. Отслужили церковную службу, и я отсылаю двух матросов за помощью. Перешли через реку. Снова провалились под лед.
Понедельник. Последние 10 грамм спирта. Съедаем куски оленьей кожи. Истощены окончательно. На ужин — лишь по ложечке глицерина.
Вторник. Буря со снегом. К дальнейшему продвижению не способны. Дичи нет. Больше нет дров.
Среда. На обед сварили две пригоршни полярной ивы в горшке воды. Навар выпили. Мы делаемся все слабее и слабее.
Четверг. Чай из травы. От посланных матросов нет вестей. Нет обуви.
Воскресенье. 30 октября. 140 день экспедиции. Дальше идти нет сил…»

## Память
Весной 1883 года останки Делонга и его спутников по распоряжению генерал-губернатора Восточной Сибири Д. Г. Анучина доставлены были отрядом лейтенанта Харбера в Якутск, а 5 декабря того же года — в Иркутск, чтобы передать их там представителям американского правительства. По инициативе Восточно-Сибирского Отдела Императорского Русского Географического Общества и распоряжению иркутской городской администрации, на центральной Тихвинской площади была разбита для них палатка, у которой установлен почётный караул. Вслед за этим тела отправлены были на родину в сопровождении прибывших в Иркутск ещё летом 1882 года Мельвилля, Ниндеманна, Нороса и остальных 10 выживших членов экспедиции. 
В 1884 году Делонг и пять его спутников были торжественно похоронены в Нью-Йорке на кладбище Вудлон. В 1928 году стараниями вдовы Делонга Эммы Уоттон там установлен был памятник работы скульптора Леонарда Краске. В предисловии к мемуарам Эммы «Жена исследователя» (англ. Explorer's wife; 1938) Вильялмур Стефансон пишет о своём восхищении деятельностью Делонга.
В 1937 году советская арктическая экспедиция под руководством В. Ю. Визе на ледокольном пароходе «Садко» достигла острова Генриетты, организовав там полярную станцию, сотрудники которой в следующем году обнаружили полуистлевший рапорт Делонга.

## Находка в Гренландии
Летом 1884 года у южных берегов Гренландии близ Юлианехоба (около 45° западной долготы) местными эскимосами были найдены вмёрзшие в плавучую льдину несколько листков корабельных бумаг с описью продовольствия и шлюпок, матросские брюки, доска и бочонок. Метка на брюках, собственноручная подпись капитана Делонга на бумагах и надпись на доске помогли установить, что все эти предметы были с затонувшей 3 года назад «Жаннетты». Этот долговременный дрейф во льдах натолкнул Фритьофа Нансена на мысль использовать дрейф во льдах с помощью мощных арктических подводных течений с востока на запад для исследования обширных полярных территорий. Эту идею он реализовал в своей знаменитой экспедиции на «Фраме».